# NGC 1174
NGC 1174 (NGC 1186) é uma galáxia espiral barrada (SBbc) localizada na direcção da constelação de Perseus. Possui uma declinação de +42° 50' 08" e uma ascensão recta de 3 horas, 05 minutos e 30,9 segundos.
A galáxia NGC 1174 foi descoberta em 27 de Outubro de 1786 por William Herschel.